# ワルグラトラム
ワルグラトラム（アラビア語: ترامواي ورقلة、英語: Ouargla tramway、フランス語: Tramway d'Ouargla）は、アルジェリアの都市・ワルグラ市内を走る路面電車（ライトレール）である。

## 概要
主要都市に軌道交通を建設するというアルジェリア政府の方針の元、2000年代以降アルジェリア各地の都市では路面電車（ライトレール）の建設が進んでいる。サハラ砂漠東部に位置し、石油や天然ガスなど豊富な資源を有する都市・ワルグラもその1つで、2018年3月20日に実施された開通式典には装飾が施されたラクダも参加した。運営はアルジェリアの他都市の路面電車と同様に、アルジェリア国内外の公共交通事業者の出資により設立された特別目的会社のセトラム（SETRAM）によって行われる。
2020年現在、ワルグラの新旧市街地を結ぶ全長9.6 kmの路線を有しており、カスディ・メルバ・ド・ワルグラ大学やアルジェリア国鉄の駅、バスターミナルと接続する。電停は終端を含めて16箇所に設置され、新旧市街地の中間地点には最大24両の車両が収納可能な車両基地が存在する。気温差が激しく乾燥した砂漠地帯に位置する事から線路には適切な熱膨張特性を持つR260鋼が用いられている他、建設は気温が摂氏30℃以下となる期間に集中して実施されている。
最短5分間隔、早朝・夜間でも15分間隔という高頻度運転が実施され、通常は5時30分に始発列車が、午後10時に最終列車が出発するダイヤが組まれている。一方、ラマダーンの期間中は運行時間が延長する他、日没後は各電停に30 - 45分間停止し従業員から食事が振舞われる。通常運賃は片道30ディナールで、24時間（120ディナール）、1週間（240ディナール）有効となる乗車券も発行されている。また、セトラムが展開する、1ヶ月間有効な定額制カード「TAWASSOL」も使用可能である。

## 車両
ワルグラトラムで使用されている営業用車両は、フランスのアルストムが開発した超低床電車のシタディスのうち、両運転台・7車体連接車の"シタディス402"である。開通に先立つ2016年に23両（101 - 123）がアンナバに工場を持つシタル（CITAL）によって製造された。砂漠気候下を走行する事から空調装置が強化されている他、塗装や窓には砂嵐への対処を踏まえた特別な構造や設計が取り入れられている。車体の塗装は太陽や砂漠の色を基にした白と薄い茶色が用いられる一方、車内はヤシの木立をイメージした緑色で塗られており、猛暑や直射日光に対する乗客のリラックス効果が図られている。主要諸元は以下の通り。
| 主要諸元 | 主要諸元 | 主要諸元    | 主要諸元 | 主要諸元 | 主要諸元 | 主要諸元 | 主要諸元 | 主要諸元 | 主要諸元    |
| 両数     | 車両番号 | 編成        | 運転台   | 全長     | 全幅     | 定員     | 低床率   | 軌間     | 備考・参考  |
| -------- | -------- | ----------- | -------- | -------- | -------- | -------- | -------- | -------- | ----------- |
| 23両     | 101-123  | 7車体連接車 | 両運転台 | 43,900mm | 2,500mm  | 414人    | 100%     | 1,435mm  | [ 2 ] [ 3 ] |

この他にもワルグラトラムの車両基地には事業用車両として複数台のウニモグが配置されており、うち1台は軌道に積もった砂や埃を除去する清掃車である。

## 今後の予定
2019年時点で、ワルグラトラムには旧市街の全長3 kmの区間を含め、3つの延伸計画が存在する。